# Chambre des huissiers de justice du Québec
La Chambre des huissiers de justice du Québec est l'ordre professionnel des huissiers de justice en droit québécois. Les membres sont une profession à exercice exclusif en vertu de l'article 32 du Code des professions. Les membres de l'ordre doivent adhérer à un Code de déontologie des huissiers de justice. La loi habilitante de l'ordre professionnel et du Code de déontologie est la Loi sur les huissiers de justice. 
Cette loi énonce des règles générales relatives à l'ordre et établit des règlements sur l'assurance responsabilité professionnelle, l'inspection professionnelle, les conditions de délivrance des permis, la formation continue obligatoire , les modalités d'organisation de la Chambre des huissiers et de l'élection au conseil d'administration, la comptabilité et la fidéicommis, la procédure de conciliation et d'arbitrage et la tenue des dossiers des études. 